# Tang Jiali
Dans ce nom chinois, le nom de famille, Tang, précède le nom personnel.
Tang Jiali (湯加麗 / 汤加丽 pinyin tāng jiālì), née le 13 juillet 1976 à Hefei dans la province de l'Anhui, est une danseuse, actrice, modèle pour photographes, chinoise. En 2002 elle pose pour le premier livre de photos de nu artistique en République populaire de Chine.  

## Biographie
Tang Jiali commence par une formation de danseuse. Elle obtient une médaille d'or du concours provincial de gymnastique de l'Anhui. Elle termine sa formation à l'institut de danse de Pékin (北京舞蹈学院). Elle entre dans la troupe nationale Compagnie orientale (东方歌舞团) fondée en 1962 par Zhou Enlai et Chen Yi. 

## Modèle
Le premier livre de photos de nu 汤加丽人体艺术写真 (tāng jiālì réntǐ yìshu xiězhēn, Images de l'art du corps de Tang Jiali) publié en septembre 2002 par les Éditions d'art nationales (人民美术出版社), premier livre de ce genre paru en Chine sous le nom du modèle peu après la modification de la loi sur ce type de publications, fait sensation à partir de décembre 2002 et le Quotidien du Peuple recense cette parution comme un des évènements de société de l'année. 
Les photos ont été réalisées par le photographe Zhang Xulong (张旭龙). Tang Jiali apparaît nue dans des poses chorégraphiques et acrobatiques très élaborées et aussi dans des mises en scène des fantasmes culturels de la Chine moderne: antiquité chinoise, légendes anciennes, antiquité gréco-romaine, opéra chinois, corps peints ... Un conflit de droit d'auteur avec le photographe sur le nom de l'auteur principal du livre est réglé en 2003 à son détriment devant un tribunal civil de Pékin.
Les livres suivants, sous sa propre direction, offrent des images de charme très soignées et plus banales, en évitant toujours la possibilité d'être accusée de pornographie.

## Artiste
Comme danseuse, Tang Jiali participe à de grands spectacles de musique et de danse en Chine et à l'étranger.
Comme actrice, elle a joué dans plusieurs feuilletons télévisés historiques  (La dynastie de Kangxi, Princesse Perle 还珠格格·第三部) et contemporains. Elle est également intervenue comme chorégraphe. 
Elle s'est essayée récemment au chant. 

## Sur le Web chinois
Tang Jiali est aux premières places du nombre de requêtes d'images du moteur de recherche Baidu depuis que la statistique est publiée (début 2003). En février 2009, elle a regagné la première place, précédemment occupée par Zhang Xiaoyu qui en a été chassée en janvier 2009 par la campagne anti-pornographie du gouvernement central chinois. 